# Enrique Spangenberg
Enrique Félix Spangenberg (Rosario, 1 de agosto de 1913 - ibídem, 6 de abril de 1997) fue un agrimensor, y político rosarino de reconocida actuación nacional.

## Biografía
Fueron sus padres Enrique Federico Spangenberg y Ángela Luisa De Mattei.
Estudió la escuela primaria en el Colegio Alemán de Rosario, y la secundaria en la Escuela Industrial de la Nación n.º 1 (hoy Colegio Politécnico Superior). Egresó como agrimensor por la Facultad de Ciencias Exactas, Ingeniería y Agrimensura, de la ex Universidad del Litoral (hoy Universidad Nacional de Rosario, y allí fue profesor de matemática.

### Comienzos en política
A los 17 años fue vicepresidente del Centro de Estudiantes de la Escuela Industrial de la Nación, en Rosario. Tuvo una activa participación contra el golpe militar del 6 de septiembre de 1930 ―que provocó el derrocamiento del presidente Hipólito Yrigoyen (1852-1933)― y fue detenido junto a otros militantes, en la ex Jefatura de Policía de Rosario.
Al año siguiente (1931) se afilió a la Unión Cívica Radical (el partido de Yrigoyen) y participó en su primera reorganización.
Posteriormente, en 1933, participó en la última revolución radical armada contra la usurpación y el fraude electoral durante el Gobierno de facto del general Agustín Pedro Justo.
En 1934, a nivel nacional, el radicalismo abandonó la «abstención revolucionaria» para realizar las primeras internas en la provincia de Santa Fe, a fin de elegir autoridades partidarias. En ese momento, Spangenberg acompañó como secretario político al Dr. José Ábalos ―quien había sido ministro de Obras Públicas de la Nación durante la presidencia de Hipólito Yrigoyen― para gobernar la provincia de Santa Fe.
Entre 1936 y 1945 fue presidente de la Juventud Radical del barrio Alberdi, y comenzó así sus actividades políticas en la Universidad Nacional del Litoral (hoy Universidad Nacional de Rosario) donde ocupó distintos cargos, se desempeñó como secretario del Partido Reformista en la Facultad de Ciencias Matemáticas (hoy Ingeniería) y fue presidente del Centro de Estudiantes de Ciencias Matemáticas, y en 1942 fue electo delegado de la Federación Universitaria del Litoral.
En 1943, bajo estado de sitio, fue detenido por la policía de Rosario y puesto a disposición del Poder Ejecutivo Nacional, que resolvió mantenerlo durante varios meses en la Cárcel de Encausados de Rosario.
Sin claudicaciones, Spangenberg continuó la lucha y fue elegido delegado de la Federación Universitaria Argentina (FUA).
En los años 1943 y 1944, fue delegado estudiantil del Consejo Directivo de la Facultad de Ingeniería.
En 1945 fue delegado graduado del Consejo Directivo de la Facultad de Ingeniería y delegado graduado del Consejo Superior de la Universidad Nacional del Litoral.
Ese mismo año, cofundó en Rosario el Movimiento de Intransigencia y Renovación de la UCR en la provincia de Santa Fe.
En 1949 fue electo concejal de la ciudad de Rosario, junto a Eugenio Malaponte (1910-1976) y a Ricardo Grau.
En 1950 fue detenido junto a Ricardo Grau y trasladado a la Penitenciaría Nacional de Buenos Aires.
En 1955 fue presidente del Comité Radical de Alberdi (Rosario).
Entre los años 1955 y 1958, fue presidente del Comité Radical de la Unión Cívica Radical Intransigente (UCRI).
En 1958 fue electo diputado nacional y reelecto en 1960 por un período de cuatro años más.
Como diputado, tuvo a su cargo proyectos, estudios, iniciativas y debates sobre política industrial; se ocupó especialmente del desarrollo del carbón de Río Turbio, y de la cogestión obrera en las empresas estatales.
Fue su preocupación la enseñanza universitaria, la defensa de la universidad pública y gratuita. Presentó el proyecto de la Ley del Azúcar, manifestando la defensa de los productores pequeños y medianos contra los trust de los grandes ingenios. Investigó el comercio de las carnes.
Anuló el negociado que consistía en la adquisición en forma directa, de 5000 casas, en Francia, para entregar en Río Turbio.
Presentó el proyecto de ley que eximió de impuestos a las cooperadoras escolares.
Presentó proyectos de ley de defensa de los Yacimientos Carboníferos Fiscales.
Impulsó la ley de defensa de las pequeñas empresas azucareras.
Presentó el proyecto de la Ley de Carnes
Promovió debates sobre la Ley del Acero y la defensa de la empresa siderúrgica mixta Somisa.
En 1961, se produjo una fractura en la Unión Cívica Radical: se creó el bloque parlamentario de los «9 Rebeldes» y en representación de estos, en 1962 Spangenberg fue candidato a gobernador para la provincia de Santa Fe (elección anulada por el gobierno de facto). Obtuvo el noveno lugar con el 0,62 % de los votos, sin obtener representación en el Colegio Electoral, y su candidatura ni siquiera pudo restarle a la UCRI suficientes votos como para que el oficialismo perdiera, triunfando el candidato intransigente Luis Cándido Carballo, quien de igual modo no pudo asumir por el golpe de Estado de 1962.
En 1962, Spangenberg fue designado presidente de la «Cámara de Diputados en Minoría», con la participación de todos los diputados nacionales electos del peronismo, en alianza ante el golpe militar que derrocara al Dr. Arturo Frondizi.
Una vez más, Spangenberg se puso a la cabeza de la lucha encabezando una resistencia parlamentaria. Finalmente, el gobierno de facto les impidió ingresar al Congreso Nacional.
Permanentemente, y en forma incansable, desarrolló acciones en defensa de la democracia.
En 1963 apoyó desde el Movimiento Radical Nacional y Popular (los ex 9 Rebeldes) la candidatura de Arturo Illia (con quien había entablado una gran amistad desde la época del Movimiento de Intransigencia y Renovación).
Entre los años 1966 y 1970 desarrolló actuaciones de lucha contra las sucesivas dictaduras de los generales Onganía, Lévingston y Lanusse, en defensa de las libertades de los detenidos en las movilizaciones obreras contra la dictadura militar. Tuvo una activa participación en la lucha en las calles rosarinas junto al pueblo y los estudiantes, en mayo de 1968 y durante el Rosariazo (mayo y septiembre de 1969).
El 9 de octubre de 1968, en plena dictadura militar, al cumplirse un año del aniversario del asesinato del comandante cubano-argentino Ernesto Che Guevara (1928-1967), firmó junto a numerosas personalidades y organizaciones políticas una declaración en su homenaje.
En 1972 participó de la reorganización de la UCR, fue cofundador del Movimiento de Renovación y Cambio junto a Raúl Alfonsín (1927-2009), Aldo Tessio (1909-2000) y Conrado Storani (1923-2003). Fue electo convencional nacional.
Durante los años de la dictadura cívico-militar (1976-1983) actuó en la Asamblea Permanente por los Derechos Humanos en Rosario y en Buenos Aires. En forma incansable recorrió comisarías, jefatura de policía y el 2.º Cuerpo del Ejército, en busca de detenidos desaparecidos, actuando en condiciones de extremo riesgo hasta 1983.
En 1983 fue candidato a senador nacional, y luego designado presidente de Yacimientos Carboníferos Fiscales. El primer año de ejercicio (1984) hubo un incremento de la producción de carbón de un 5 %. Se realizaron acuerdos con Polonia y Alemania del Este para la adquisición de maquinarias a fin de incrementar la producción y programar la explotación a cielo abierto de minas en Río Turbio.
Durante su gestión realizó muchas visitas a Chile, donde hizo contactos con funcionarios de la empresa Chile Austral. Libró incesantes luchas contra los intereses multinacionales que usufructúan el carbón residual del petróleo.
En 1987 fue elegido nuevamente convencional nacional.
En 1991 fue candidato a la intendencia de Rosario, por el sublema Renovación y Cambio, bajo la consigna «Un radical de aquellos».
En 1994, supo unir su pasado de luchador, al presente de luchas, bregando por la realización de la Marcha Federal contra la política neoliberal del menemismo.

### Esfera deportiva
Más allá de sortear las aguas profundas de la política, practicó natación desde los nueve años en el Club Regatas de Rosario.
En su juventud, participó en torneos provinciales y nacionales.
En los años 1930, 1931 y 1932 fue campeón santafesino en estilo pecho en las distancias de 50, 100 y 200 m.
A partir de 1932 abandonó la práctica activa para competencias, debido a su actividad política, mas no por ello abandonó la práctica de la natación.
En 1985 comenzó la organización de los torneos Masters, para veteranos, en los que participó Spangenberg.
En 1990, con 77 años de edad, integró una delegación nacional no oficial que concurrió a los torneos de Río de Janeiro, donde obtuvo la medalla del tercer puesto en 50 m pecho.
En 1992, con 79 años, en Indianápolis (Estados Unidos), obtuvo el décimo segundo puesto, en 100 m pecho.
Ese mismo año, en Montreal (Canadá), obtuvo el sexto puesto en 50 metros pecho y el séptimo puesto en 100 metros del mismo estilo.
El 6 de marzo de 1994, con 80 años, Spangenberg participó entre 100 nadadores en el cruce del río Paraná, sin carácter de competencia, desde la isla hasta el Club Bancarios.
Ese mismo año (1994) recibió de parte del Club de Leones de Rosario, el premio León de Honor como deportista en natación.

### Vida privada
Se casó el 16 de junio de 1945 con María Delia Ulivi; y tuvieron a Omar Enrique, Karen, Cora Beatriz y Alicia Ángela Lucía.
Durante los últimos años de su vida padeció cáncer.
Falleció el 6 de abril de 1997 a los 83 años.